# Сухов, Всеволод Иванович
Все́волод Ива́нович Су́хов (род. 13 февраля 1938) — российский дипломат.

## Биография
Окончил Московский государственный институт международных отношений МИД СССР (1961). На дипломатической работе с 1961 года. Владеет французским и  английским языками.
- В 1990—1991 годах — заместитель начальника Первого европейского управления МИД СССР.
- В 1991—1994 годах — генеральный консул СССР, затем России в Страсбурге (Франция).
- В 1996—1999 годах — заместитель директора Департамента общеевропейского сотрудничества МИД России.
- С 9 июля 1999 по 11 ноября 2003 года — чрезвычайный и полномочный посол Российской Федерации в Габоне[1][2].

С 2003 года — на пенсии.

## Дипломатический ранг
- Чрезвычайный и полномочный посланник 1 класса (14 ноября 1990)[3].
- Чрезвычайный и полномочный посол (8 августа 2000)[4].